# كونتية فلانديرز
كونتية فلانديرز، أو مقاطعة فلاندر، امتدت من عام 862م إلى 1795م وكانت واحدة من المقاطعات الخمس الأساسية لفرنسا، وظلت لعدة قرون من أهم الأماكن في أوروبا.
كانت المقاطعة تحت الحكم الفرنسي واقعة غرب نهر سخيلده.
كانت المقاطعة مملوكة لعائلة فلاندر من عام 863م حتى وفاة آخر كونتيسة: «مارغريت القسطنطينية» (بالفرنسية: Marguerite de Constantinople)‏ في عام 1280م، ثم عائلة دامبيار (بالفرنسية: Dampierre)‏، قبل أن يحكمها عائلة «فالوا بورغوني» (بالفرنسية: Valois-Bourgogne)‏ في عام 1384م فجعلوها مقاطعة رائدة داخل ولاية بورغونيا. ثم فُصلت أخيرًا عن مملكة فرنسا بموجب معاهدة مدريد (1526م) لصالح «آل هابسبورغ» الإسبانية.
توقفت المقاطعة بشكل نهائي عن الوجود في عام 1795م بعد غزو الفرنسيين لهولندا النمساوية.
| تاريخ البلدان المنخفضة                                        | تاريخ البلدان المنخفضة                                                   | تاريخ البلدان المنخفضة                                        | تاريخ البلدان المنخفضة                                          | تاريخ البلدان المنخفضة                                                                        | تاريخ البلدان المنخفضة                                                                        | تاريخ البلدان المنخفضة                                                                        | تاريخ البلدان المنخفضة                                                                        | تاريخ البلدان المنخفضة                                                                        |
| ------------------------------------------------------------- | ------------------------------------------------------------------------ | ------------------------------------------------------------- | --------------------------------------------------------------- | --------------------------------------------------------------------------------------------- | --------------------------------------------------------------------------------------------- | --------------------------------------------------------------------------------------------- | --------------------------------------------------------------------------------------------- | --------------------------------------------------------------------------------------------- |
| فريسي                                                         |                                                                          |                                                               | بيلجي                                                           | بيلجي                                                                                         |                                                                                               |                                                                                               |                                                                                               |                                                                                               |
|                                                               | كنانيفيتاس                                                               | شامافي،توبانتي                                                | شامافي،توبانتي                                                  | بلجيكا الغالية (55 ق.م – حوالي 5م) جرمانيا الصغرى (83 – حوالي القرن 5)                        | بلجيكا الغالية (55 ق.م – حوالي 5م) جرمانيا الصغرى (83 – حوالي القرن 5)                        | بلجيكا الغالية (55 ق.م – حوالي 5م) جرمانيا الصغرى (83 – حوالي القرن 5)                        |                                                                                               |                                                                                               |
|                                                               | كنانيفيتاس                                                               | الفرنجة الساليون                                              |                                                                 | باتافي                                                                                        | باتافي                                                                                        |                                                                                               |                                                                                               |                                                                                               |
| غير مأهولة (حوالي القرنين 4- 5)                               | غير مأهولة (حوالي القرنين 4- 5)                                          | ساكسون                                                        | الفرنجة الساليون (حوالي القرنين 4- 5)                           | الفرنجة الساليون (حوالي القرنين 4- 5)                                                         | الفرنجة الساليون (حوالي القرنين 4- 5)                                                         |                                                                                               |                                                                                               |                                                                                               |
| المملكة الفريزية (حوالي القرن 6–734)                          | المملكة الفريزية (حوالي القرن 6–734)                                     |                                                               | إمبراطورية الفرنجة (481–843)—الإمبراطورية الكارولنجية (800–843) | إمبراطورية الفرنجة (481–843)—الإمبراطورية الكارولنجية (800–843)                               | إمبراطورية الفرنجة (481–843)—الإمبراطورية الكارولنجية (800–843)                               | إمبراطورية الفرنجة (481–843)—الإمبراطورية الكارولنجية (800–843)                               | إمبراطورية الفرنجة (481–843)—الإمبراطورية الكارولنجية (800–843)                               |                                                                                               |
| المملكة الفريزية (حوالي القرن 6–734)                          | المملكة الفريزية (حوالي القرن 6–734)                                     | أوستراسيا (511–687)                                           |                                                                 |                                                                                               |                                                                                               |                                                                                               |                                                                                               |                                                                                               |
|                                                               |                                                                          |                                                               |                                                                 |                                                                                               |                                                                                               |                                                                                               |                                                                                               |                                                                                               |
|                                                               |                                                                          |                                                               |                                                                 |                                                                                               |                                                                                               |                                                                                               |                                                                                               |                                                                                               |
| فرانسيا الوسطى (843–855)                                      | فرانسيا الوسطى (843–855)                                                 | فرانسيا الوسطى (843–855)                                      | فرانسيا الوسطى (843–855)                                        | فرانسيا الوسطى (843–855)                                                                      | مملكة الفرنجة الغربيين (843–)                                                                 |                                                                                               |                                                                                               |                                                                                               |
| لوثارينجيا (855– 959) لورين المنخفضة (959–)                   |                                                                          |                                                               |                                                                 |                                                                                               | مملكة الفرنجة الغربيين (843–)                                                                 |                                                                                               |                                                                                               |                                                                                               |
| فريزيا                                                        |                                                                          |                                                               |                                                                 |                                                                                               |                                                                                               |                                                                                               |                                                                                               |                                                                                               |
| الحرية الفريزية ( القرون 11–16 )                              | مقاطعة هولندا (880–1432)                                                 | أسقفية أوترخت (695–1456)                                      | دوقية برابنت (1183–1430) خيلدرز (1046–1543)                     | دوقية برابنت (1183–1430) خيلدرز (1046–1543)                                                   | مقاطعة فلانديرز (862–1384)                                                                    | مقاطعة هينو (1071–1432) كونتية نامور (981–1421)                                               | أسقفية أمير لياج (980–1794)                                                                   | دوقية لوكسمبورج (1059–1443)                                                                   |
|                                                               | الأراضي المنخفضة البورغندية (1384–1482)                                  |                                                               |                                                                 |                                                                                               |                                                                                               |                                                                                               |                                                                                               |                                                                                               |
|                                                               | الأراضي المنخفضة الهابسبورجية (1482–1795) (الأقاليم السبعة عشر بعد 1543) |                                                               |                                                                 |                                                                                               |                                                                                               |                                                                                               |                                                                                               |                                                                                               |
| جمهورية هولندا (الأراضي المنخفضة السبع المتحدة) (1581–1795)   | جمهورية هولندا (الأراضي المنخفضة السبع المتحدة) (1581–1795)              | جمهورية هولندا (الأراضي المنخفضة السبع المتحدة) (1581–1795)   | جمهورية هولندا (الأراضي المنخفضة السبع المتحدة) (1581–1795)     | الأراضي المنخفضة الأسبانية (1556–1714)                                                        | الأراضي المنخفضة الأسبانية (1556–1714)                                                        | الأراضي المنخفضة الأسبانية (1556–1714)                                                        |                                                                                               |                                                                                               |
|                                                               |                                                                          |                                                               |                                                                 | الأراضي المنخفضة النمساوية (1714–1795)                                                        |                                                                                               |                                                                                               |                                                                                               |                                                                                               |
|                                                               |                                                                          |                                                               |                                                                 | الولايات المتحدة البلجيكية (1790)                                                             | الولايات المتحدة البلجيكية (1790)                                                             | الولايات المتحدة البلجيكية (1790)                                                             | جمهورية لياج (1789–'91)                                                                       |                                                                                               |
|                                                               |                                                                          |                                                               |                                                                 |                                                                                               |                                                                                               |                                                                                               |                                                                                               |                                                                                               |
| الجمهورية الباتافية (1795–1806) المملكة الهولندية (1806–1810) | الجمهورية الباتافية (1795–1806) المملكة الهولندية (1806–1810)            | الجمهورية الباتافية (1795–1806) المملكة الهولندية (1806–1810) | الجمهورية الباتافية (1795–1806) المملكة الهولندية (1806–1810)   | مرتبطة بالجمهورية الفرنسية الأولى (1795–1804) جزء من الإمبراطورية الفرنسية الأولى (1804–1815) | مرتبطة بالجمهورية الفرنسية الأولى (1795–1804) جزء من الإمبراطورية الفرنسية الأولى (1804–1815) | مرتبطة بالجمهورية الفرنسية الأولى (1795–1804) جزء من الإمبراطورية الفرنسية الأولى (1804–1815) | مرتبطة بالجمهورية الفرنسية الأولى (1795–1804) جزء من الإمبراطورية الفرنسية الأولى (1804–1815) | مرتبطة بالجمهورية الفرنسية الأولى (1795–1804) جزء من الإمبراطورية الفرنسية الأولى (1804–1815) |
|                                                               |                                                                          |                                                               |                                                                 |                                                                                               |                                                                                               |                                                                                               |                                                                                               |                                                                                               |
| الإمارة السيادية للأراضي المنخفضة المتحدة (1813–1815)         |                                                                          |                                                               |                                                                 |                                                                                               |                                                                                               |                                                                                               |                                                                                               |                                                                                               |
| مملكة الأراضي المنخفضة المتحدة (1815–1830)                    |                                                                          |                                                               |                                                                 |                                                                                               |                                                                                               |                                                                                               |                                                                                               |                                                                                               |
| هولندا (1839–)                                                | هولندا (1839–)                                                           | هولندا (1839–)                                                | هولندا (1839–)                                                  | بلجيكا (1830–)                                                                                | بلجيكا (1830–)                                                                                | بلجيكا (1830–)                                                                                | بلجيكا (1830–)                                                                                | الدوقية العظمى للوكسمبورغ (1839–)                                                             |
|                                                               |                                                                          |                                                               |                                                                 |                                                                                               |                                                                                               |                                                                                               |                                                                                               | لوكسمبورغ (1890–)                                                                             |